# Polyxenus fasciculatus
Polyxenus fasciculatus là một loài cuốn chiếu thuộc bộ Polyxenida dài khoảng 2 milimét (0,079 in). Loài này được tìm thấy ở miền đông Hoa Kỳ, trong một khu vực trải dài từ Maryland, Illinois và Texas. Loài này cũng đã được tìm thấy ở quần đảo Caribe và quần đảo Canary.